# Maoriata vulgaris
Maoriata vulgaris är en spindelart som beskrevs av Forster och Norman I. Platnick 1985. Maoriata vulgaris ingår i släktet Maoriata och familjen Orsolobidae. Inga underarter finns listade i Catalogue of Life.